# Новак, Илона
Илона Новак (венг. Novák Ilona; 16 мая 1925, Будапешт — 14 марта 2019, Будапешт) — венгерская пловчиха, чемпионка летних Олимпийских игр 1952 года в эстафете 4×100 метров вольным стилем в составе сборной Венгрии.

## Биография
Илона Новак родилась в 1925 году в Будапеште. Её сестра Эва также стала пловчихой. Илона участвовала в летних Олимпийских играх 1948 года, заняла 4 место на дистанции 100 м на спине. В 1952 году на летних Олимпийских играх в Хельсинки Илона и Эва победили в эстафете 4×100 метров вольным стилем в составе сборной Венгрии, став единственными сёстрами-олимпийскими чемпионками по плаванию в истории. В 1938-1956 годах Илона  54 раза была чемпионкой различных венгерских и международных соревнований.
После завершения карьеры Илона Новак была учителем физкультуры в Будапеште и тренером по гимнастике и плаванию, а также с 1971 по 1989 года вице-президентом Венгерской федерации плавания, затем членом совета директоров. Была членом правления Венгерского олимпийского комитета. В 1973 году сёстры Новак были включены в Зал Славы мирового плавания. Эва ушла из жизни в 2005 году. Илона Новак скончалась в 2019 году в Будапеште на 94-м году жизни.